# Ousmane Coulibaly
Ousmane Coulibaly (ur. 9 lipca 1989 w Paryżu) – piłkarz malijski grający na pozycji prawego obrońcy. Od 2016 roku jest zawodnikiem klubu Panathinaikos AO. Posiada także obywatelstwo francuskie.

## Kariera klubowa
Coulibaly urodził się we Francji. Karierę piłkarską rozpoczynał w FC Mantes. W sezonie 2007/2008 grał w nim w piątej lidze. Następnie w 2008 roku został zawodnikiem En Avant Guingamp. W klubie tym spędził sezon. Rozegrał 2 mecze w pierwszej drużynie i 16 w rezerwach.
Latem 2009 roku Coulibaly podpisał kontrakt ze Stade Brestois 29. 14 maja 2010 zadebiutował w Ligue 2 w wygranym 2:1 wyjazdowym meczu z RC Lens. W sezonie 2009/2010 awansował z Brestem do Ligue 1. W latach 2014–2016 grał w AO Platanias, a latem 2016 trafił do Panathinaikosu.
| Sezon   | Klub              | Kraj    | Rozgrywki          | Mecze | Bramki | Rozgrywki Europy | Mecze | Bramki |
| ------- | ----------------- | ------- | ------------------ | ----- | ------ | ---------------- | ----- | ------ |
| 2008/09 | EA Guingamp       | Francja | Ligue 2            | 2     | 0      | -                | -     | -      |
| 2008/09 | EA Guingamp B     | Francja | CFA                | 18    | 0      | -                | -     | -      |
| 2009/10 | Stade Brestois 29 | Francja | Ligue 2            | 1     | 0      | -                | -     | -      |
| 2010/11 | Stade Brestois 29 | Francja | Ligue 1            | 7     | 0      | -                | -     | -      |
| 2011/12 | Stade Brestois 29 | Francja | Ligue 1            | 18    | 0      | -                | -     | -      |
| 2012/13 | Stade Brestois 29 | Francja | Ligue 1            | 14    | 0      | -                | -     | -      |
| 2013/14 | Stade Brestois 29 | Francja | Ligue 2            | 31    | 0      | -                | -     | -      |
| 2014/15 | AO Platanias      | Grecja  | Superleague Ellada | 24    | 2      | -                | -     | -      |
| 2015/16 | AO Platanias      | Grecja  | Superleague Ellada | 26    | 2      | -                | -     | -      |

Stan na: koniec sezonu 2015/2016

## Kariera reprezentacyjna
W reprezentacji Mali Coulibaly zadebiutował w 2011 roku. W 2012 roku został powołany do kadry na Puchar Narodów Afryki 2012.